# Campeonato Sul-Sudanês de Futebol
O Campeonato Sul-Sudanês de Futebol (em inglês: South Sudan Football Championship) é a principal competição desportiva do Sudão do Sul. É organizado anualmente pela Associação de Futebol do Sudão do Sul (SSFA).
A primeira edição do Campeonato Nacional teve lugar em 2011, um ano após a independência do país, a equipa campeã foi o Wau Salaam FC, que obteve o direito de disputar o Copa Interclubes da CECAFA. 
A partir da temporada 2014, o campeão terá a recompensa de participar da Liga dos Campeões da CAF, o torneio de futebol de clubes mais importante da África.

## Lista de Campeões
| South Sudan Football Championship | South Sudan Football Championship | South Sudan Football Championship                  | South Sudan Football Championship                  | South Sudan Football Championship                  | South Sudan Football Championship                  | South Sudan Football Championship                  |                                                    |
| Edição                            | Ano                               | Campeão                                            | Vice-campeão                                       | Terceiro colocado                                  | Artilheiro(s)                                      | Gols                                               |                                                    |
| --------------------------------- | --------------------------------- | -------------------------------------------------- | -------------------------------------------------- | -------------------------------------------------- | -------------------------------------------------- | -------------------------------------------------- | -------------------------------------------------- |
| 1ª                                | 2011-12                           | Al-Salam FC (1.°)                                  |                                                    |                                                    |                                                    |                                                    |                                                    |
| 2ª                                | 2013                              | Atlabara FC (1.°)                                  |                                                    |                                                    |                                                    |                                                    |                                                    |
| #                                 | 2014                              | Não houve campeonato                               | Não houve campeonato                               | Não houve campeonato                               | Não houve campeonato                               | Não houve campeonato                               | Não houve campeonato                               |
| 3ª                                | 2015                              | Atlabara FC (2.°)                                  | Al Ghazala                                         |                                                    |                                                    |                                                    |                                                    |
| #                                 | 2016                              | Não houve campeonato                               | Não houve campeonato                               | Não houve campeonato                               | Não houve campeonato                               | Não houve campeonato                               | Não houve campeonato                               |
| 4ª                                | 2017                              | Al-Salam FC (2.°)                                  | Kator FC                                           | Dream FC                                           |                                                    |                                                    |                                                    |
| 5ª                                | 2018                              | Al-Hilal Wau (1.°)                                 | Al Merreikh FC                                     | Zalan FC                                           |                                                    |                                                    |                                                    |
| 6ª                                | 2019                              | Atlabara FC (3.°)                                  | Al-Hilal Wau                                       | Al-Gadishia                                        |                                                    |                                                    |                                                    |
| 7ª                                | 2020                              | Campeonato cancelado devido à Pandemia de COVID-19 | Campeonato cancelado devido à Pandemia de COVID-19 | Campeonato cancelado devido à Pandemia de COVID-19 | Campeonato cancelado devido à Pandemia de COVID-19 | Campeonato cancelado devido à Pandemia de COVID-19 | Campeonato cancelado devido à Pandemia de COVID-19 |
| 8ª                                | 2021                              |                                                    |                                                    |                                                    |                                                    |                                                    |                                                    |

### Títulos por clube
| Clube          | Campeão | Anos do Títulos  | Vice | Anos do Vice |
| -------------- | ------- | ---------------- | ---- | ------------ |
| Atlabara FC    | 3       | 2013, 2015, 2019 | 0    |              |
| Al-Salam FC    | 2       | 2011-12, 2017    | 0    |              |
| Al-Hilal Wau   | 1       | 2018             | 1    | 2019         |
| Al Ghazala     | 0       |                  | 1    | 2015         |
| Kator FC       | 0       |                  | 1    | 2017         |
| Al Merreikh FC | 0       |                  | 1    | 2018         |